# Hylaeus ombrias
Hylaeus ombrias là một loài Hymenoptera trong họ Colletidae. Loài này được Perkins mô tả khoa học năm 1910.